# Salvatore Montagna
Salvatore Montagna, conocido como "Sal, the iron worker" (Montreal, 1971 - Charlemagne, 24 de noviembre de 2011), fue un jefe del crimen italo-canadiense y jefe en funciones de la familia criminal Bonanno en la ciudad de Nueva York, así como líder de la facción siciliana de la sección del Bronx. Posteriormente estuvo vinculado a la familia criminal Rizzuto de Montreal.

## Biografía
Montagna nació en Montreal (Quebec, Canadá) en 1971. Se crio en Castellammare del Golfo, Sicilia. A mediados de la década de 1980, a la edad de 15 años, su familia emigró a Estados Unidos y se instaló en el Bronx, Nueva York.
Se casó con Francesca Carcione y vivió en una modesta casa en Elmont, Long Island. Con ella y sus tres hijas. Montagna fundó una pequeña empresa metalúrgica llamada Matrix Steel Co., situada en el número 50 de Bogart Street, en Bushwick (Brooklyn), que dirigía su esposa. Matrix Steel fabrica productos estructurales y para ferrocarriles, crisoles de fundición de hierro gris y dúctil, convertidores de fundición, máquinas de fundición, prensas de dimensionado o estampado, máquinas de moldes de fundición y matrices y utillaje de fundición. Fue en esta época cuando Montagna recibió el apodo de "Sal, el trabajador del hierro".
No está claro cuándo comenzó Montagna a dedicarse a la delincuencia ni cuándo se convirtió en un hombre hecho y derecho de la familia Bonanno. A finales de la década de 1990, se escuchó el nombre de Montagna en conversaciones intervenidas entre el jefe Joseph "Big Joe" Massino y otros presuntos miembros de la familia Bonanno. 
En 2002, Montagna fue detenido junto con la banda de Patrick DeFilippo por cargos de apuestas ilegales y usura. Se negó a responder a preguntas ante un gran jurado y fue acusado de desacato al tribunal. Más tarde, en 2003, se declaró culpable de los cargos y quedó en libertad condicional durante cinco años. A finales de 2003, las fuerzas de seguridad estadounidenses y la Oficina Federal de Investigación (FBI) incluyeron a Montagna en la lista de "Capo en funciones" y "Caporegime" de la familia Bonanno en nombre de DeFilippo y la facción siciliana con base en el Bronx.
En 2004, ya era el jefe en funciones de la familia en ausencia de Vincent Basciano. Fue reconocido como jefe en funciones de la familia Bonanno desde 2006 hasta 2010, con Nicholas "Nicky Mouth" Santora como subjefe y Anthony Rabito como consigliere, haciendo que la administración de la familia criminal Bonanno volviera a estar completa. En aquella época, Montagna se ganó el apodo de "Bambino Boss" debido a su edad relativamente joven, 35 años. Controlaba toda la facción de la familia en el Bronx, ya que el Daily News vinculó a Montagna con el conocido funcionario siciliano de los Bonanno Baldassare "Baldo" Amato.
El 6 de abril de 2009, Montagna fue detenido por el Servicio de Inmigración y Control de Aduanas de EE. UU. cuando salía de Matrix Steel. La condena por desacato penal de 2003 permitió a las autoridades estadounidenses retirarle la tarjeta verde y deportarlo a Canadá; le sucedió Vincent Badalamenti como jefe de la familia Bonanno. Según Jerry Capeci, escritor especializado en mafia, Montagna no tenía ninguna autoridad en el seno de la entonces dominante familia criminal Rizzuto de Montreal. Montagna tenía la doble nacionalidad italiana y canadiense.
En Montreal, Montagna rivalizó con la familia criminal Rizzuto. Tras una caída en el poder de la familia Rizzuto, Montagna empezó a mostrar su influencia. Meses antes del asesinato de Nicolo Rizzuto, había intentado convencer al viejo patriarca para que dimitiera y dejara gobernar a sangre más joven.A partir de 2009, Montagna fue identificado como uno de los tres principales mafiosos que trataban de llenar el vacío de poder resultante, si no hacerse cargo de la mafia de Montreal él mismo. Lo que hizo junto con Joe Di Maulo y su cuñado Raynald Desjardins.
Montagna y Desjardins discutieron en 2011, más tarde se dijo que por el control de aspectos como la usura y las casas de apuestas en Montreal. El 24 de noviembre de 2011, la policía respondió a unos disparos en un barrio periférico de Ile aux Tresors y encontró el cadáver de Salvatore Montagna en la orilla de Île Vaudry, en el río L'Assomption, en la ciudad de Charlemagne, Quebec, Canadá, en la región de la costa norte de Montreal. Los testigos informaron de que Montagna saltó al río en un intento de escapar de sus asesinos.Las fuerzas del orden creyeron que Montagna fue llevado a casa del contrabandista convicto Jack Arthur Simpson, ya que su vehículo fue encontrado posteriormente aparcado en una calle de Montreal.
En junio de 2016, las autoridades fueron más específicas en cuanto a cómo había muerto Montagna: "Montagna recibió tres disparos dentro de la casa de Simpson (...) y salió corriendo en un intento inútil de escapar. Tras cruzar un estrecho tramo del río Assomption, Montagna se desplomó y más tarde fue declarado muerto en un hospital".
La investigación policial confirmó que Raynald Desjardins había participado en el complot para asesinar a Montagna, de quien, en aquel momento, se sospechaba que intentaba chantajear a las empresas constructoras de la zona de Montreal, debido a su alianza con la familia Rizzuto. Varias personas fueron finalmente detenidas y acusadas, entre ellas Simpson y Desjardins. En 2016, Simpson, Vittorio Mirarchi, Calogero Milioto, Pietro Magistrale, Steven D'Addario, Steven Fracas y Felice Racaniello admitieron haber participado en el complot para asesinar a Montagna y aceptaron acuerdos con la fiscalía, excepto Racaniello.
"Se cree que el asesinato de Montagna estaba vinculado a una guerra territorial por el control de la mafia de Montreal", informó la CBC en 2015.
En diciembre de 2016, Desjardins recibió una condena de 14 años de prisión, incluido el tiempo cumplido, por el complot de asesinato.

## En la cultura popular
Montagna fue interpretado por Joris Jarsky en la serie dramática de televisión Bad Blood, que se estrenó en 2017, en torno a la familia criminal Rizzuto.